# 慶春
慶春（1858年—？），字雨亭，号松嵒，一号松友，郭佳氏，奉天宁远州滿洲鑲藍旗包衣人，清朝政治人物、同進士出身。
光緒十五年己丑科，順天乡试中举，十六年（1890年），参加光緒庚寅科殿試，登進士三甲166名。同年五月，著主事，分部学习。